# 郝思文
郝思文，是《水滸傳》中人物，為人筋骨強健，精通十八般武藝。傳說他母親夢見井木犴投胎，而生下郝思文，故得到「井木犴」的稱號。
郝思文與關勝結為義兄弟，在與關勝在衙內論說古今興廢之事時，宣贊徵召關勝討伐梁山，關勝也帶同郝思文入伍。但關勝中呼延灼計被擄，郝思文一人不敵林沖、花榮二將，回馬逃走時被扈三娘捕獲。後來一同投降了梁山。
之後隨關勝迎戰再攻打梁山的魏定國和單廷珪，郝思文不敵被生擒，在押上京城途中被李逵和鮑旭救下。名列馬軍小彪將兼遠探出哨頭領第四員。
後來隨大軍征討方臘，在杭州一役中被活捉，南軍統帥方天定下令將他凌遲處死，並剁下頭顱插在城樓的竹竿上以示眾。

## 影视形象
- 2011年版《水浒传》：孙彬皓
- 2014年电影《丑郡马宣赞》：威力